# Marcel Lotka
Marcel Lotka, né le 25 mai 2001 à Duisbourg en Allemagne, est un footballeur polonais qui joue au poste de gardien de but au Fortuna Düsseldorf.

## Biographie

### Carrière en club
Né à Duisbourg en Allemagne, Marcel Lotka est formé par le club local du MSV Duisbourg avant de rejoindre le Schalke 04 puis le Rot-Weiss Essen. Il rejoint en 2017 le centre de formation du Bayer Leverkusen où il évolue dans les différentes catégories, puis il est recruté par le Hertha Berlin en septembre 2020, où il est intégré dans un premier temps à l'équipe réserve du club.
Lotka joue son premier match avec l'équipe première du Hertha le 26 février 2022, lors d'une rencontre de Bundesliga contre le SC Fribourg. Il est titularisé et son équipe s'incline lourdement par trois buts à zéro. Numéro cinq dans la hiérarchie des gardiens du Hertha au début de la saison, il impressionne le nouvel entraîneur Felix Magath, qui décide de le titulariser plutôt que le jeune Oliver Christensen, en l'absence sur blessure de Alexander Schwolow. Lotka convainc, enchaîne plusieurs titularisations et fait notamment forte impression contre le Bayer Leverkusen le 2 avril 2022 malgré la défaite de son équipe (2-1).
Le 24 mai 2022, Lotka rejoint officiellement le Borussia Dortmund. Bien qu'il arrive dans un premier temps pour renforcer l'équipe réserve et faire office de deuxième gardien, il affirme son ambition de s'imposer en équipe première.

### En sélection
Il joue son premier match avec l'équipe de Pologne espoirs contre la Lettonie, le 3 septembre 2021. Il est titularisé et son équipe l'emporte par deux buts à zéro.